# 李东艳
李东艳（1971年10月—），河南沁阳人，汉族，中国民主同盟盟员。中华人民共和国政治人物、第十三届全国人民代表大会河南省代表。

## 生平
2018年，李东艳被选为河南省出席第十三届全国人民代表大会代表。